# Çilingir, Arnavutköy
Çilingir là một xã thuộc huyện Arnavutköy, tỉnh Istanbul, Thổ Nhĩ Kỳ.